# Black River (lac Memphrémagog)
Pour les articles homonymes, voir Black River.
La rivière Black est un affluent du lac Memphrémagog et coule sur plus de 50 km, dans la partie nord du Vermont aux États-Unis. Cette rivière est l'une des quatre rivières les plus importantes du comté d'Orleans. Bien qu'elle soit la plus longue, cette rivière comporte un débit moindre que la rivière Barton. Cette rivière ne comporte plus de barrage.
Cette rivière coule en parallèle à la Route 14 (Vermont), dans la vallée de la rivière Black.

## Géographie
La rivière Black prend sa source à l'est de l'Étang Grande-Hosmer lequel comporte des affluents en amont qui coulent à l'ouest de Ames Hill à Albany. Cette rivière Black draine un territoire de 347 km2. Cette rivière comporte la plus faible dénivellation des trois principales rivières du bassin versant avec une pente moyenne d'environ 1,5 m/km. Le bassin versant de la rivière Black couvre plus de 240 hectares. Les trois plus importants lacs et étangs sont: Elligo Pond, Petit Hosmer Pond et l'Étang Grande-Hosmer
Le courant de cette rivière est plutôt lent, car la dénivellation entre la source et le lac Memphrémagog, y compris les chutes à Irasburg et Coventry, est de seulement 58 m.

### Albany (début)
La rivière Black tire sa source du côté est de la Grande-Hosmer Pond, dans la partie sud de la ville de Albany. Cette rivière coule vers le sud-sud-ouest à travers une vallée relativement étroite.

### Craftsbury
La rivière s'écoule généralement vers le sud en traversant la ville de Craftsbury en entrant dans une large vallée à l'est de Duck Pond. Whitney Brook, et ensuite la décharge des étangs Little Hosmer et Grande-Hosmer, se déverse dans la rivière Black. Puis, la rivière serpente vers le sud et passe juste au nord du village de Craftsbury. Au sud du village de Craftsbury, la rivière se réoriente vers le nord-ouest recueillant la décharge du lac Elligo (venant de l'Est). La rivière continue en serpentant vers le nord à travers une large vallée, qui contient de nombreuses plaines inondables et des zones humides importantes (voir section ci-dessous). La rivière traverse tout le territoire de la ville de Craftsbury.
La rivière Black draine le lac Elligo. Elle s'avère le principal cours d'eau de la ville et son embouchure est situé au nord du lac. La rivière a été appelée Elligo-sigo par les indigènes.
La branche ouest de la rivière Black passe au nord-ouest de Elligo Lake. Après environ 1 km, Whetstone Brook s'y déverse par le côté est. Après 2 km, la rivière Black Est se déverse sur la rive est de la rivière Black.
La branche Est de la rivière Black traverse l'étang Hosmer vers le sud-est. Environ 1 km après avoir quitté l'étang, la rivière recueille les eaux du Whitney Brook (venant du nord-est). Après 2 km (1 mi), la rivière se dirige vers le sud, puis courbe vers l'ouest, puis vers le nord-ouest pour rejoindre l'embouchure de sa branche ouest.
À partir de cette confluence, la rivière s'écoule vers le nord-ouest. Après 1 km, la rivière reçoit les eaux du Cass Brook (venant du sud). Après environ 2 km, la rivière recueille les eaux d'un ruisseau (venant du sud), drainant Mud Pond.
Ensuite, la rivière courbe vers le nord, puis nord-est. Elle recueille ensuite les eaux d'un ruisseau (venant du nord-est) drainant l'étang Page. La rivière se dirige ensuite vers le nord-ouest et revient vers le nord-est à nouveau. La rivière recueille ensuite les eaux d'un petit ruisseau (venant du nord-ouest), à la limite d'Albany.

### Albany (la deuxième fois)
La rivière Black coule dans la partie centrale de la ville du sud au nord, en recueillant les eaux de plusieurs affluents assez considérables. La rivière continue en serpentant vers le nord sur la côte ouest de la Grande-Hosmer Pond. Il serpente à travers Albany et Irasburg Est de Potters Pond.
La rivière continue au nord-est en traversant Albany. Elle se dirige vers l'est et est rejointe par Rogers Brook (venant du nord).
La rivière se redirige à nouveau vers le nord-est et recueille les eaux du McLeary Brook (venant du nord). La rivière tourne ensuite vers l'est, puis de nouveau au nord-est. Elle coule alors en serpentin, puis s'oriente vers l'est et recueille le Lamphean Brook (venant du nord). La rivière traverse ensuite Irasburg.

### Irasburg
La rivière Black est le cours d'eau principale de la ville qu'elle traverse en direction nord, en recueillant les eaux d'un certain nombre de petits ruisseaux. Le courant est généralement lent. Elle pénètre dans l'est de Potters Pond. Elle poursuit son chemin tortueux au nord et à l'est du village de Irasburg. Juste en amont du village, elle recueille le très sinueuse Lords Creek. Ce ruisseau coule sur environ 16 km et draine un bassin versant couvrant 44 km2.
En aval de Irasburg, la rivière Black continue vers le nord dans une vallée étroite moins sinueuse. Elle passe ensuite dans la ville de Coventry.
La rivière continue en direction nord. Alors que le Lords Creek se déverse du côté est, la rivière se dirige vers l'ouest. Elle reprend ses cours vers le nord-est et ramasse les eaux de Brigham Brook.
La rivière tourne vers le nord. À la confluence de Allen Brook, la rivière se réoriente vers le nord-ouest.
Le Lord's Creek s'y déverse par le côté sud-est, à environ 1 km au-delà du village de Irasburg. La rivière s'oriente en direction du nord pour couler sur environ 3 km et passe dans Coventry.

### Coventry
La rivière Black suit une direction est-nord-est bien sûr à travers la partie centrale de Coventry, jusqu'à ce qu'elle rejoigne la baie sud de lac Memphrémagog à Newport. Pour son dernier segment de 7,6 km, la rivière fait partie de la "state’s South Bay Wildlife Management Area" (zone de gestion de la faune de South Bay).
Juste après avoir traversé Coventry, la rivière est coupée par le Ware Brook. Puis, à 1 km plus au nord, elle reçoit les eaux de Stony Brook. La US Route 5 a été aménagée en parallèle à la rivière. Dans ce segment, la rivière comporte des chutes de 7,6 m descendant en deux niveaux. De là, la rivière se dirige vers le nord pour se déverser dans le lac Memphrémagog à partir de la côte ouest de la Baie du Sud.

### Ville de Newport
La rivière se jette dans le lac Memphrémagog dans la partie extrême-orientale de la Newport, près du village, dans la baie du Sud.

## Histoire

### Barrages
En 1883, il y avait plusieurs scieries et moulins à farine dans un Irasburg

### Liste des villes et villages
En ordre, à partir de l'embouchure:
- Newport, Coventry, Irasburg, Albany
- Craftsbury